# Mackenziidae
Mackenziidae es una familia extinta de animales enigmáticos conocida del período Cámbrico. Su afinidad filogenética ha sido motivo de debate. El género tipo, Mackenzia, fue descrito originalmente como un equinodermo holotúrido (similar a un pepino de mar), luego fue reclasificado como un organismo relacionado con las anémonas de mar, y finalmente, en 2022, fue asignado a Eumetazoa como incertae sedis.
El grupo podría estar relacionado con varios miembros de la biota ediacárica debido a su disposición modular tubular similar.